# Ojin
Ōjin (応神天皇 Ōjin-tennō), var en japansk legendarisk kejsare som regerade från cirka 270 till 310. Han efterträdde sin mor Jingū Kōgō och efterträddes i sin tur av Nintoku.